# 신기토성
신기토성(新機土城)은 서울특별시 양천구와 구로구의 경계에 위치한 토성으로, 현재는 일부분이 남아 있다. 1998년에 서울대학교에서 발굴조사를 시행했다.